# Баден-Пауэлл, Роберт
Лорд Ро́берт Сте́фенсон Смит Ба́ден-Па́уэлл барон Гиллвилский, 1-й барон Баден-Пауэлл (англ. Robert Stephenson Smyth Baden-Powell, 1st Baron Baden-Powell, ['beɪdən 'pəʊəl]; 22 февраля 1857, Паддингтон, Лондон, Великобритания — 8 января 1941, Ньери, Британская Кения) — британский военачальник, основатель скаутского и гайдовского движений. Менее известен как писатель и художник.

## Биография

### Происхождение
Родился в Паддингтоне (район Лондона) 22 февраля 1857 года, был шестым из восьми сыновей. Его семья была не вполне обычной. Его отец, англиканский священник Джордж Баден-Пауэлл был также профессором теологии и геометрии в Оксфордском университете. Мать была дочерью британского адмирала Уильяма Смита. Дед Роберта, Джозеф Брюер Смит, когда-то поехал в Америку как колонист, но затем вернулся в Англию и по дороге домой пережил кораблекрушение. К тому же Роберт Стефенсон — это имя его крёстного отца, который был сыном всемирно известного изобретателя Джорджа Стефенсона. Таким образом, в жилах Баден-Пауэлла одновременно текла кровь священника и сына колониста — отважного искателя приключений.

### Ранние годы
Когда Роберту было 3 года, его отец умер, оставив мать с семью маленькими детьми. Мать, Генриетта Грейс, была сильной женщиной, уверенная, что её дети преуспеют. Баден-Пауэлл сказал про неё в 1933 году: «Главный секрет моего успеха принадлежит моей матери». Всех детей она старалась воспитать жизнерадостными, физически выносливыми и самостоятельными. Длительные путешествия на собственной парусной лодке вместе с четырьмя братьями по водам морского побережья в любое время года и в любую погоду и охота в лесу закаляли тело и характер Роберта, прививали любовь к природе.
В 1870 году после посещения школы Rose Hill (Tunbridge Wells) Роберт поступил в престижную частную школу Чартерхауз в Лондоне, где он получил стипендию. В школе он особенно отличался знанием естественных наук и спортивными достижениями. Роберт всегда был в центре событий, когда начиналось какое-то движение на школьном дворе и быстро стал известен как первоклассный вратарь в местной футбольной команде. Именно тогда его друзья впервые начали называть его «Би-Пи» (сокращённо от Баден-Пауэлл; именно так впоследствии его будут называть скауты всего мира). В то время он имел широкую гамму увлечений: играл на пианино, скрипке, имел хорошие актёрские способности и с удовольствием участвовал в представлениях, часто организовывал экспедиции в окрестные леса. Когда бы к нему ни обратились, он всегда мог устроить такое зрелище, которое бы захватывало всю школу. Талант художника позволил ему позднее хорошо иллюстрировать свои произведения. Каникулы же обычно по-прежнему тратились на экспедиции под парусом и на каноэ с братьями.

### Роберт в Индии

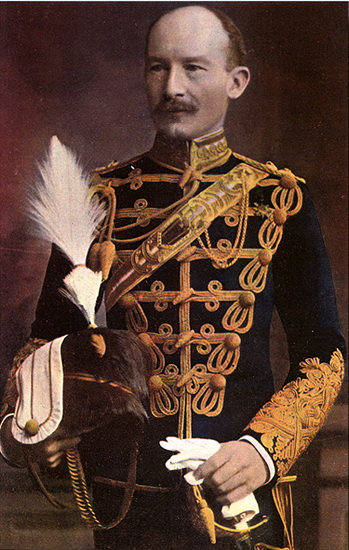
Капитан 13-го гусарского полка Баден-Пауэлл (1883)

В 19-летнем возрасте Роберт поступил на военную службу. На отборочном экзамене среди нескольких других кандидатов он занял второе место и сразу был определён в гусарский полк, обойдя стажировку в офицерской школе. Этот полк ещё во время Крымской войны получил права конной пехоты в знаменитой «Лёгкой бригаде» английской армии. Кроме блестящего несения военной службы, «Би-Пи» стал капитаном (на 26-м году жизни) и получил самый желанный во всей Индии трофей за «заклание свиньи», то есть за охоту на диких кабанов на лошади только с помощью небольшого копья. Во время службы в Индии Роберт специализировался по части военной разведки. Ему довелось побывать также в Афганистане, на Балканах, на Мальте, в Южной Африке и других странах.

### Участие в войнах в Африке

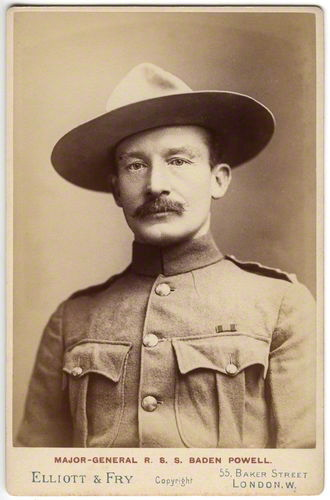
Генерал-майор Баден-Пауэлл (1896)

В 1887 году Баден-Пауэлл принял участие в военной экспедиции против племён зулусов, а позже — против племён ашанти и матабелло. В 1896 году по приказу Баден-Пауэлла был казнён сдавшийся вождь африканских повстанцев из народа матабеле Увини, которому Роберт Баден-Пауэлл обещал сохранить жизнь в случае капитуляции. Биограф Баден-Пауэлла Тим Джил считает этот случай «самым позорным» за всю его жизнь. Из-за внезапных нападений войск под руководством Баден-Пауэлла негры прозвали его «Импесса» («волк, который никогда не спит»).
В 1887 году Роберт Баден-Пауэлл был произведён в полковники и назначен командующим 5-го драгунского полка.
В 1889 году был назначен комендантом крепости Мафекинг — важного стратегического и административного пункта и железнодорожного узла. Мафекинг находился на территории Капской колонии, поблизости от границы Бечуаналенда, протектората Британии.
12 октября 1899 года началась Англо-бурская война — буры из Трансвааля окружили Мафекинг. Осада Мафекинга шла на протяжении 7 месяцев (217 дней), до 17 мая 1900 года, когда фельдмаршал лорд Робертс, наступая на столицу Трансвааля Преторию, выслал специальный отряд для освобождения Мафекинга.
Гарнизон в Мафекинге состоял из 1250 человек. Баден-Пауэлл мобилизовал всех мужчин, способных носить оружие. Среди них были и мальчики 12—14 лет. Из наиболее способных был сформирован отряд разведчиков, которым поручили наблюдать за неприятельскими позициями, а также проносить письма через кольцо буров, осаждавших крепость. Мальчики проявили максимум организованности и дисциплинированности, исполняя приказы своего командира (в свою очередь подчинявшегося Баден-Пауэллу). Многие из них были награждены боевыми наградами.
В 1901 году после снятия осады Мафекинга полковник сэр Роберт Баден-Пауэлл был произведён в генерал-майоры, а в 1908 году — в генерал-лейтенанты.

### Возвращение на родину

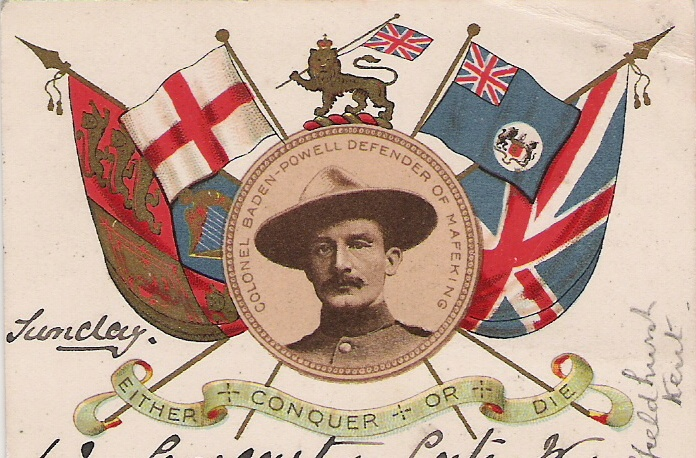
Баден-Пауэлл на патриотической открытке 1900 года

После 8 лет службы в колониях в 1901 году Баден-Пауэлл возвратился в Англию, где перешёл на службу в военную разведку. В том же году он написал книгу «В помощь разведчикам», в которой были даны общие советы по методам наблюдения, возможности улучшения подготовки солдатского состава. Кроме военных советов, приводили и другие требования к разведчикам, сформулированные Баден-Пауэллом: разведчик должен быть сильным, здоровым, активным, настоящий разведчик имеет хорошие зрение и слух, он хороший наездник и пловец, умеет исследовать и читать окрестности. Все эти требования затем приспосабливались и к юным разведчикам — скаутам (scout — «разведчик»). Эта книга стала пособием по подготовке английских разведчиков. Книга получила общее признание специалистов, несколько раз была переиздана и переведена на множество языков.
По возвращении на родину Роберт Баден-Пауэлл, как один из героев войны, стал очень популярным. Ему слали письма со всех концов Великобритании. Он много ездил по стране, переписывался с детьми и подростками. Он обратил внимание на разницу между английскими юношами в Африке и Англии. Для него было приятным сюрпризом узнать, что его книгу «В помощь разведчикам» использовали не только военные, но и педагоги, работавшие с детьми в кадетских корпусах, и даже в церковных кружках. А однажды адмирал Уильям Смит обратился к нему с предложением переработать книгу «В помощь разведчикам» для детей и педагогов.
В 1903 году Баден-Пауэлл занял должность генерального инспектора кавалерии. В 1907 году он был назначен командиром дивизии в новообразованных территориальных войсках.

### «Скаутинг для мальчиков». Основы скаутинга

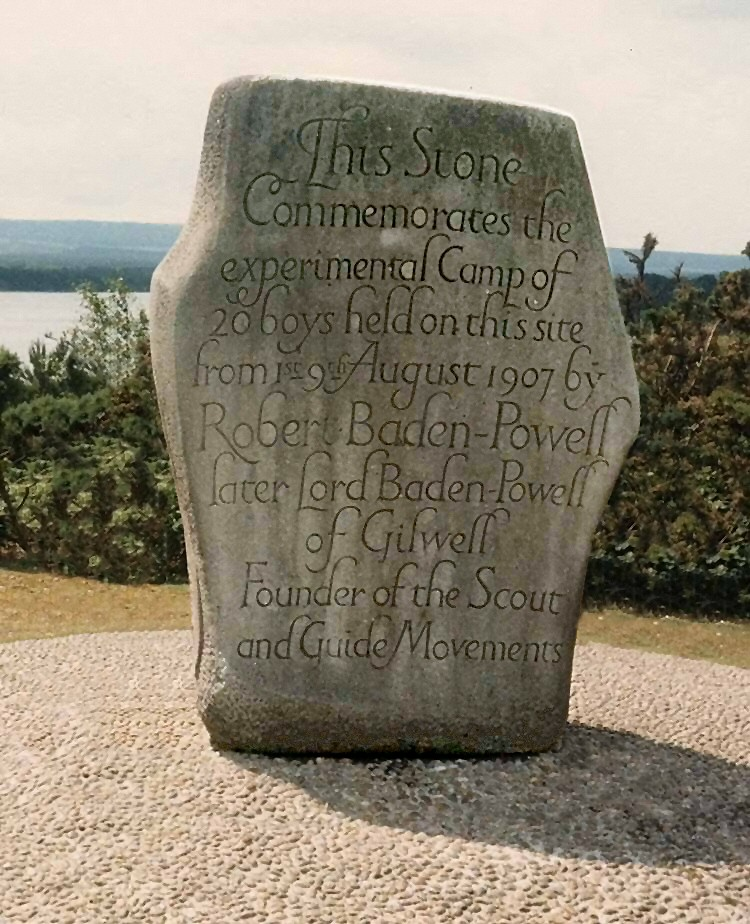
Камень на острове Браунси, Пул-Харбор, Англия — знак увековечения памяти о первом скаутском лагере

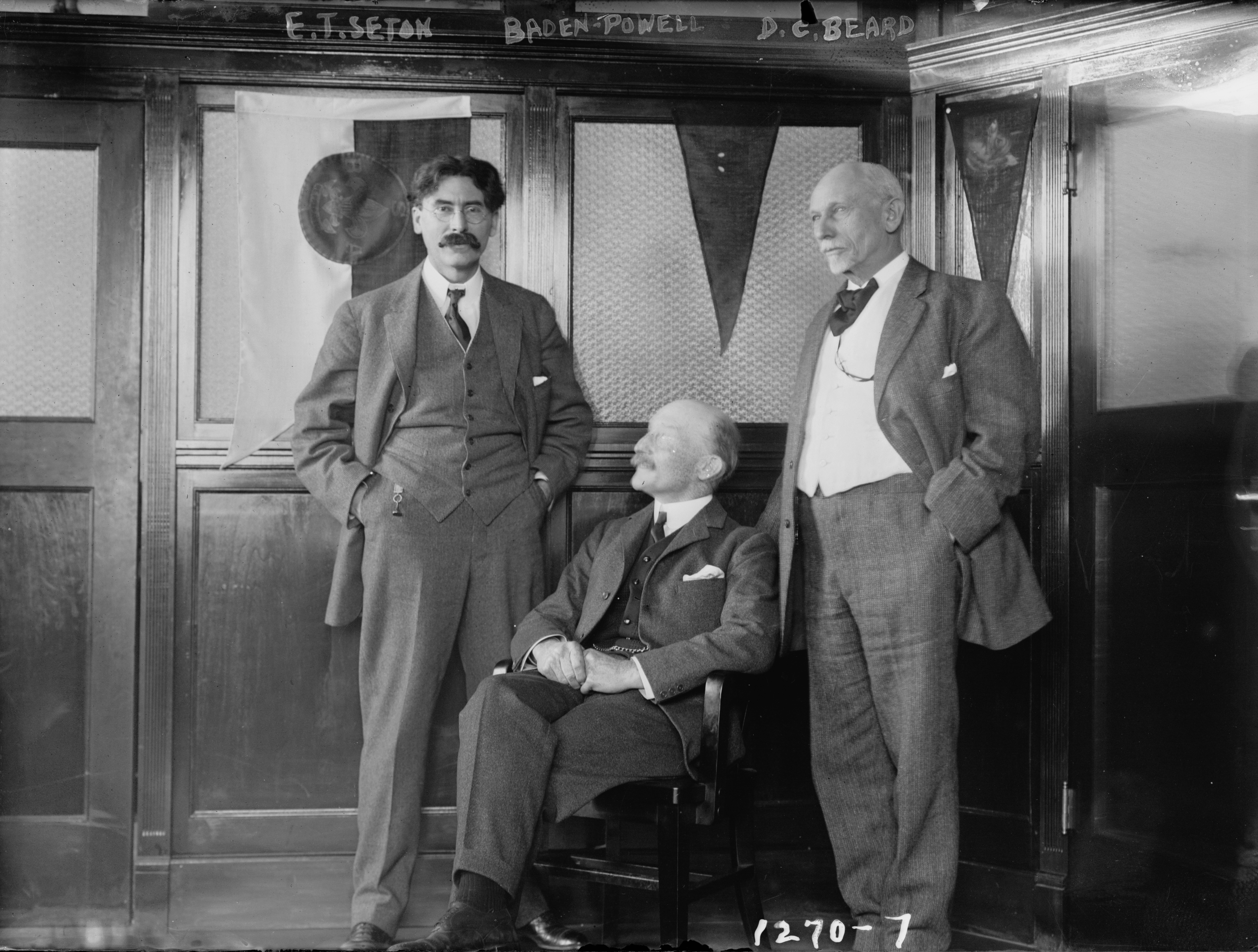
Три члена скаутского движения: Роберт Баден-Пауэлл (сидит), Эрнест Сетон-Томпсон (слева) и Даниэль Бирд (справа)

В 1906—1908 годах Роберт Баден-Пауэлл внимательно изучал труды Песталоцци, Эпиктета, Тита Ливия, анализировал опыт воспитания у спартанцев, племён Африки, японских самураев, традиции британских и ирландских народов. Всё это делалось с одной целью — написания книги «Скаутинг для мальчиков» («Scouting for Boys»). Также он добавил свой военный опыт разведчика и военнослужащего. Книга была написана специально в лёгкой форме, как беседы возле костра.

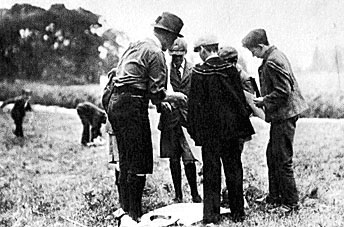
Роберт Баден-Пауэлл и первые скауты в первом скаутском лагере. Август 1907, остров Браунси, Англия

Перед её изданием Баден-Пауэлл проверил свою теорию на практике. Ради этого он собрал 22 мальчиков и провёл с ними летом 1907 года 8  дней в палаточном лагере на острове Браунси, поблизости от южного побережья Англии (графство Дорсет). Детей разделили на 5 патрулей, каждый из которых возглавил лидер. На протяжении этих 8 дней скаутов ждала насыщенная и яркая программа. В первый день — размещение, создание патрулей и распределение обязанностей, а также инструктаж лидеров. На второй день изучалось лагерное дело: разведение огня и приготовление пищи, вязание узлов, ориентирование, правила гигиены. На третий день Роберт Баден-Пауэлл учил распознавать подробности окружающей среды вблизи (например, следы), а также вдали от наблюдателя. Четвёртый день был посвящён изучению животных, птиц, растений, звёзд. Пятый — рыцарству: честь, законы, лояльность королю, офицерам, рыцарское отношение к женщине (всё это он взял из традиций рыцарско-монашеского ордена иоаннитов на острове Мальта, где он служил в 1890—1893 годах, а также из легенд про рыцарей круглого стола короля Артура). В шестой день мальчики учились оказывать помощь при ожогах, отравлениях, правильно действовать в чрезвычайных ситуациях, в случае паники. В седьмой день Баден-Пауэлл рассказывал детям о колониальной географии, об истории Британской империи, о её армии и флоте, разъяснял обязанности настоящего гражданина. В последний день проводили игры и состязания. Всю информацию давали детям в занимательной, игровой форме, не было прочитано ни единой лекции. Сначала Баден-Пауэлл показывал и объяснял, а затем проводил практические занятия. Все дети остались довольны лагерем.
В январе 1908 года книга «Scouting for Boys» вышла шестью отдельными тетрадями (небольшими книгами по несколько тем), по темам-беседам: «Закон скаутов», «Выслеживание», «Комфорт в лагере», «Как стать сильным», «Благородство рыцарей», «Как поступать при несчастных случаях», «Трезвость», «Как строить мосты».
Упор в этом методе воспитательной работы делали на воспитание личности гражданина при помощи малых групп во главе со старшими детьми и под руководством взрослых.

### Первые скаутские формирования
После выхода книги по всей стране стали стихийно возникать детские группы, взявшие за основу работы Баден-Пауэлла. Он получал большое количество писем, в которых взрослые и дети просили разъяснений, советов и комментариев. После разговоров и консультаций со своими друзьями он создал бюро по переписке. С участием А. Пирсона начали выходить газеты «Скаут» (для детей) и «Хэдкутэр газет» (для инструкторов).
В Северном Лондоне появились первые отряды. За весну 1908 года вся Англия была покрыта целой сеткой стихийно возникших отрядов. Затем движение перебросилось на английские колонии. Уже через год король Эдуард VII принял первый парад четырнадцати тысяч скаутов Англии. В 1909 году появились первые группы девочек-скаутов. 4 января 1912 года ассоциация скаутов Великобритании получила юридический статус хартией короля, с этого времени очередной монарх только подтверждает это отдельным «актом».
В конце декабря 1910 года генерал Роберт Баден-Пауэлл посетил Санкт-Петербург. Основатели «юных разведчиков» в России О. Пантюхов и В. Янчевецкий встретились с генералом, узнав о визите из газет. Баден-Пауэлл пригласил их посетить Англию, чтобы познакомиться на месте со скаутской работой. Затем он отправился на аудиенцию к императору Николаю II, а затем в Москву, где в его честь местными «юными разведчиками» был устроен банкет. Николай II после ознакомления с книгой Баден-Пауэлла «Scouting for Boys» поручил генеральному штабу издать её на русском языке.
В 1910 году Роберт Баден-Пауэлл вместе со своей сестрой Агнес основали отдельную организацию для девочек «гёрл-гайд». В том же году король Эдуард VII убедил генерал-лейтенанта Баден-Пауэлла выйти в отставку, чтобы целиком посвятить себя бойскаутской деятельности. В 1910 году в Великобритании и её колониях было более 123 000 бойскаутов, началась работа в США, Голландии, Италии, Финляндии и других странах, а в 1911 году скаутское движение распространилось почти по всем странам Европы.
В 1915 году Баден-Пауэлл издал книгу «Мои шпионские рассказы», в которой в захватывающей форме рассказал о своих похождениях и сам же их проиллюстрировал.

### Первое Джамбори

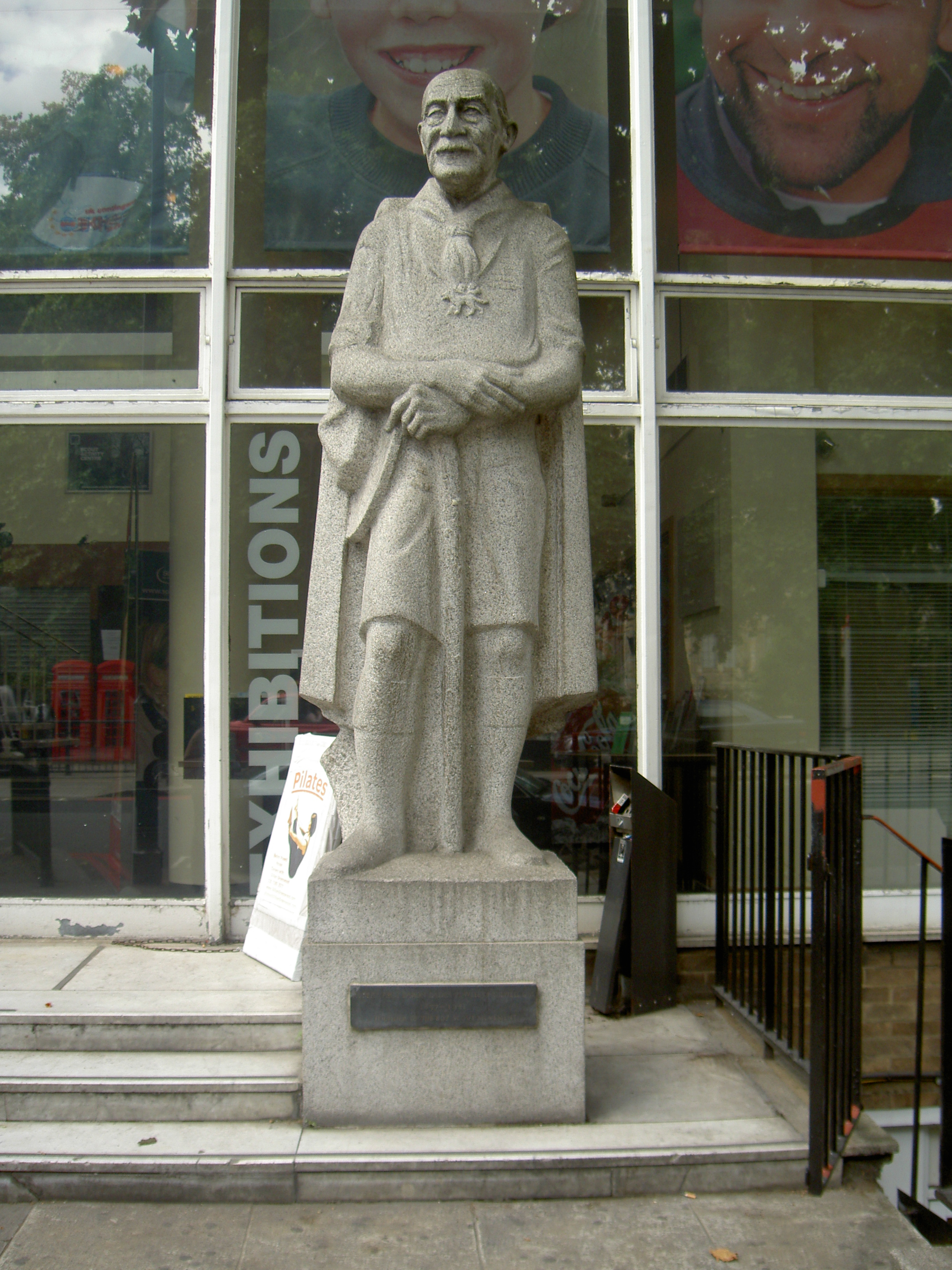
Памятник Баден-Пауэллу в Лондоне

Первая мировая война разделила скаутов (также как и народы, бравшие участие в этой войне) на два лагеря. С одной стороны — Германия и Австро-Венгрия, а с другой — Англия, Франция, Россия и их союзники. Скауты по обе стороны фронта честно выполняли свои патриотические обязанности.
После этой войны Баден-Пауэлл взялся с ещё большей энергией за дело сближения молодёжи всех стран и примирения народов, воевавших между собой. С этой целью он организовал в 1920 году в Лондоне первый всемирный скаутский слёт. Слёт получил название «джамбори». Это слово Баден-Пауэлл заимствовал у североамериканских индейцев (оно переводится как «сбор всех племён»). В этом Джамбори приняли участие представители 32 стран в количестве 8000 человек. 6 августа 1920 года, в последний день джамбори, Баден-Пауэлл был избран начальником скаутского движения всего мира («Chief Scout of the World»). После этого джамбори в Лондоне было создано интернациональное скаутское бюро.
Согласно правилам созданного бюро каждое государство могло быть представлено только одной организацией. Если организаций было несколько, они должны были объединиться в федерацию. Другим условием было отделение мальчиков от девочек. Смешанные отряды из мальчиков и девочек запрещались международными правилами.
Скаутское движение продолжало расти. В день его 21-летия оно насчитывало в своих рядах уже более 2 миллионов членов в большинстве стран Земли. Король Георг V отметил Би-Пи почестью, даровав ему дворянство с титулом «лорд Баден-Пауэлл оф Гилвел». Однако для всех скаутов он навсегда так и остался Би-Пи, начальником скаутов мира.
За лондонским джамбори наступила очередь второго, которое состоялось в Дании в 1924 году, потом третьего — в 1929 году в Англии, четвёртого — в 1933 году в Венгрии, пятого — в 1937 году в Голландии. Но джамбори были лишь частью усилий скаутинга за мировое братство. Би-Пи много путешествовал, продолжал переписку со скаутскими проводниками многих стран и постоянно писал на воспитательные темы, иллюстрируя свои статьи и книги собственными рисунками. Он написал «Учебник для волчат» (1916), «Мои приключения на службе разведчика» (1916), «Учебник для скаутмастеров» (1920), «Что скауты умеют делать» (1921), «Путешествие за успехом» (1922). Всего Би-Пи написал 32 книги. О нём говорят как о выдающемся военном, писателе, художнике, актёре; он интересовался также любительским кино; прекрасный организатор, почётный доктор шести университетов, кавалер 28 иностранных и 19 скаутских наград и отличий, Баден-Пауэлл сам являлся ярким примером разностороннего самовоспитания для скаутов.
Последнее джамбори, в котором принял участие Баден-Пауэлл, было в 1937 году в Голландии.

### Личная жизнь

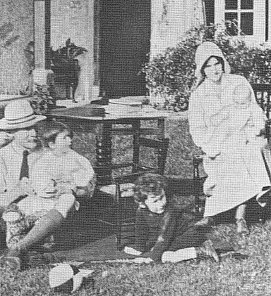
Роберт Баден-Пауэлл со своей семьёй (1917)

После своего выхода в отставку Роберт Баден-Пауэлл много разъезжал по странам Европы. Во время таких путешествий он познакомился с Олав Соумс, энергичной активной девушкой, любившей спорт, путешествия, поездки на велосипеде, природу. Несмотря на значительную разницу в возрасте (ей было 23, ему 55) 31 октября 1912 года они вступили в брак. У Роберта и Олав родились две девочки (Хизер, 1915—1986; Бетти 1917—2004) и один мальчик (Артур Роберт Питер, 1913—1962).
В 1922 году Баден-Пауэллу за скаутскую деятельность был пожалован титул баронета, а в 1929 году — титул барон оф Гилвел (Гилвел (Gilwell) — место, где Баден-Пауэлл устроил первые курсы для скаутских руководителей).
В 1937 году здоровье Баден-Пауэлла пошатнулось и врачи посоветовали ему покой. Он переселяется с женой в Кению, в Ниери. Там Баден-Пауэлл прожил с октября 1938 года до своей смерти. Умер он 8 января 1941 года, не дожив полтора месяца до своего 84-летия. Баден-Пауэлл похоронен на местном кладбище, дорога на которое названа его именем. На надгробии изображён круг с точкой центре  — знак, означающий «Не жди меня, я ушёл». Скауты Кении установили на доме, где жил и умер Баден-Пауэлл, мемориальную доску.
В 1938 году Роберт Стивенсон Смит Баден-Пауэлл был выдвинут на получение нобелевской премии «за братство наций через скаутское движение», но решению этого вопроса повредила война.

## Популярная культура
Джеральд Даррелл изобразил Баден-Пауэлла (под именем «полковник Велвит») в своей юмористической повести «Сад богов». Роман содержит ряд фактических неточностей, в том числе в отношении самого Баден-Пауэлла.

## Увековечивание памяти
В 1931 году майор Фредерик Рассел Бернем предложил дать горе в Калифорнии имя в честь своего друга ещё со времён службы в Южной Африке — за сорок лет перед тем — Баден-Пауэлла. Этот пик находится в горах Сан-Гейбриел, Калифорния. Она была официально признана USGS в 1931 году на церемонии «открытия» под новым названием — как Гора Баден-Пауэлл. Первоначально, гора была известна как Ист-Твин («Восточный Близнец») и в то же время Норт-Болди-Маунтайн («Северная Лысая Гора»).. А в настоящее время дружба Р. Баден-Пауэлла и Ф. Бёрнхема символически увековечена в
новом наименовании (с 1951 года) как Гора Бёрнхем пика, прежде известного как Уэст-Твин («Западный Близнец») или Норт-Болди-Маунтайн («Северная Лысая Гора» — под общим для этого пика и ранее переименованной сестринской вершины названием), — минимально удалённого от Горы Баден-Пауэлл.
В честь основателя скаутского движения также названа вершина горы в Непале. Пик Баден-Пауэлла, ранее известный как Укрема пик, является частью Гималаев, наиболее высокого горного массива в мире. Пик находится на границе с Китаем в сотнях миль к западу от горы Эверест. В рамках «Скаутинг 2007-Столетие» правительство Непала переименовало Укрема пик в честь основателя всемирного скаутского движения.
В 2008 году был открыт памятник Роберту Баден-Пауэллу на набережной в Пуле (графство Дорсет) скульптор изобразил энтузиаста развития скаутского движения сидящим на скамье со взором, устремлённым на остров Браунси в проливе Ла-Манш, где сотню лет назад разбил первый скаутский лагерь с двумя десятками мальчиков.

В июне 2020 года над памятником нависла угроза демонтажа, сторонники сноса статуи заявляют, что Баден-Пауэлл симпатизировал Гитлеру, а также был расистом. Его, в частности, обвиняют и в военных преступлениях, совершённых им против зулусов во время службы в Южной Африке в конце XIX века, а также в гомофобии. В полиции, однако, объясняют, что демонтаж статуи будет превентивной мерой, её снимут временно из опасений, что памятник может пострадать от вандализма

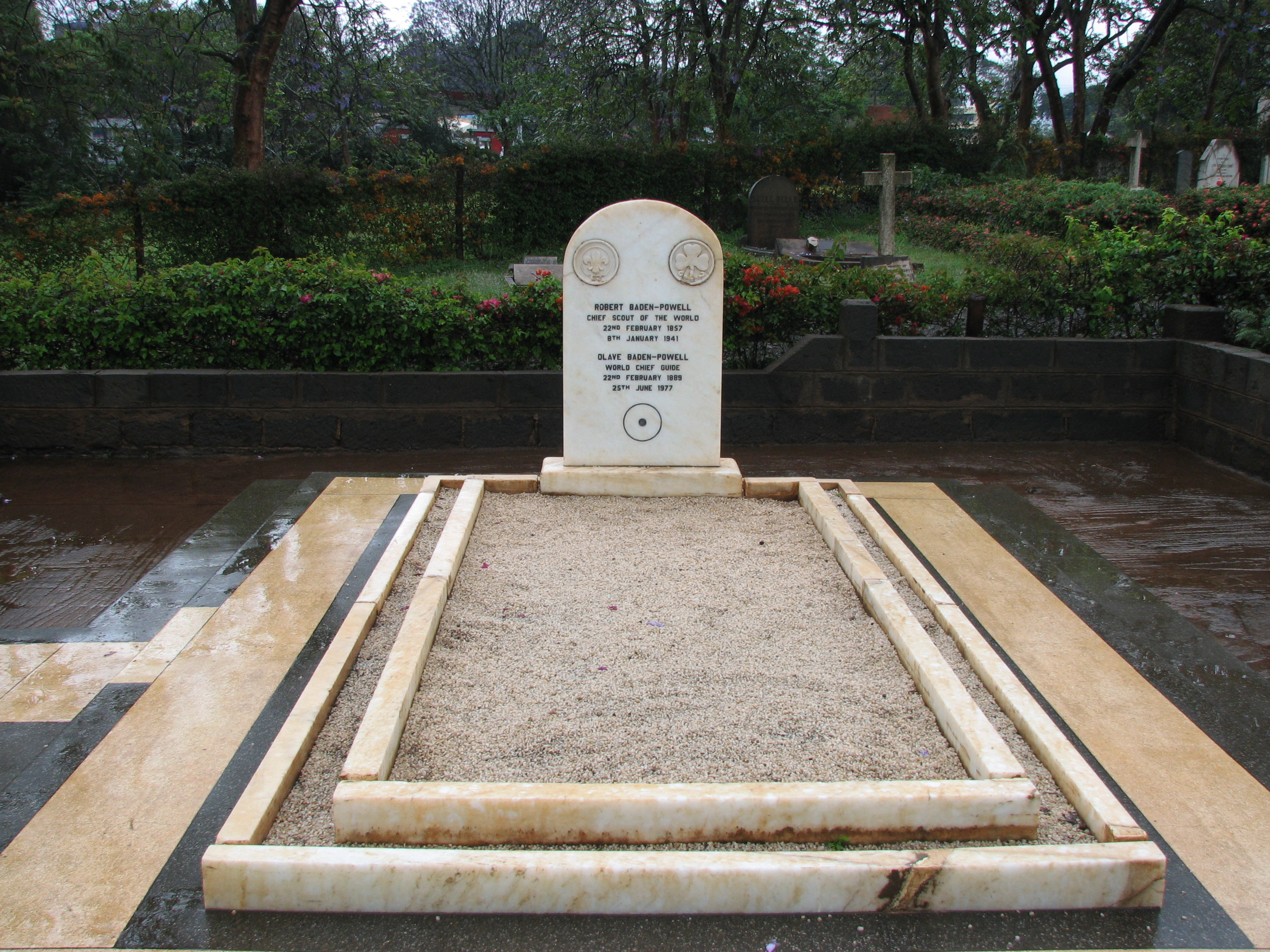
Могила Баден-Пауэлла в Кении
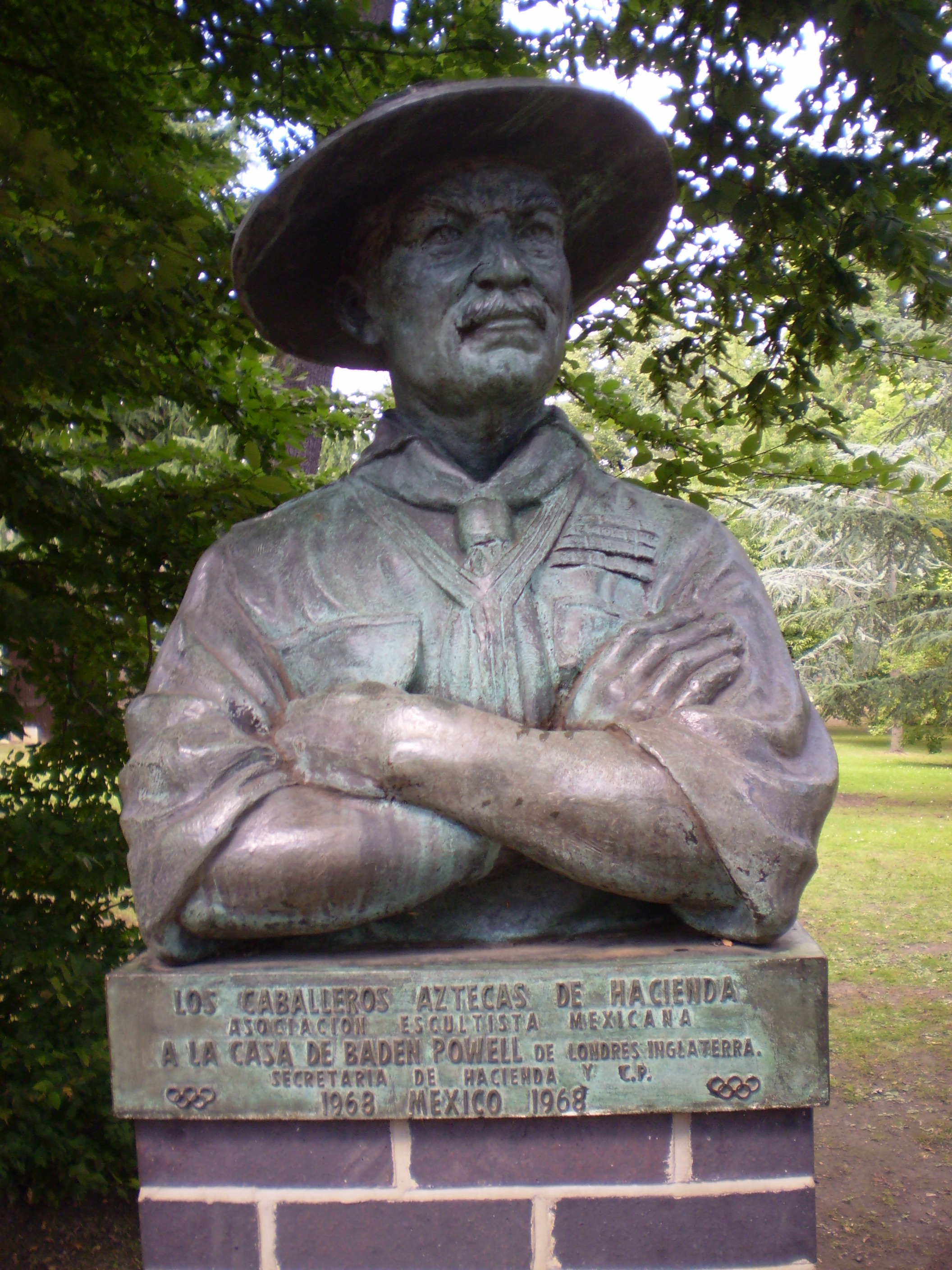
Бронзовый бюст в Гилвелл-парке
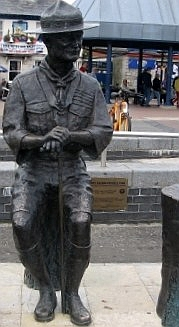
Статуя Роберта Баден-Пауэлла в Пуле, графство Дорсет
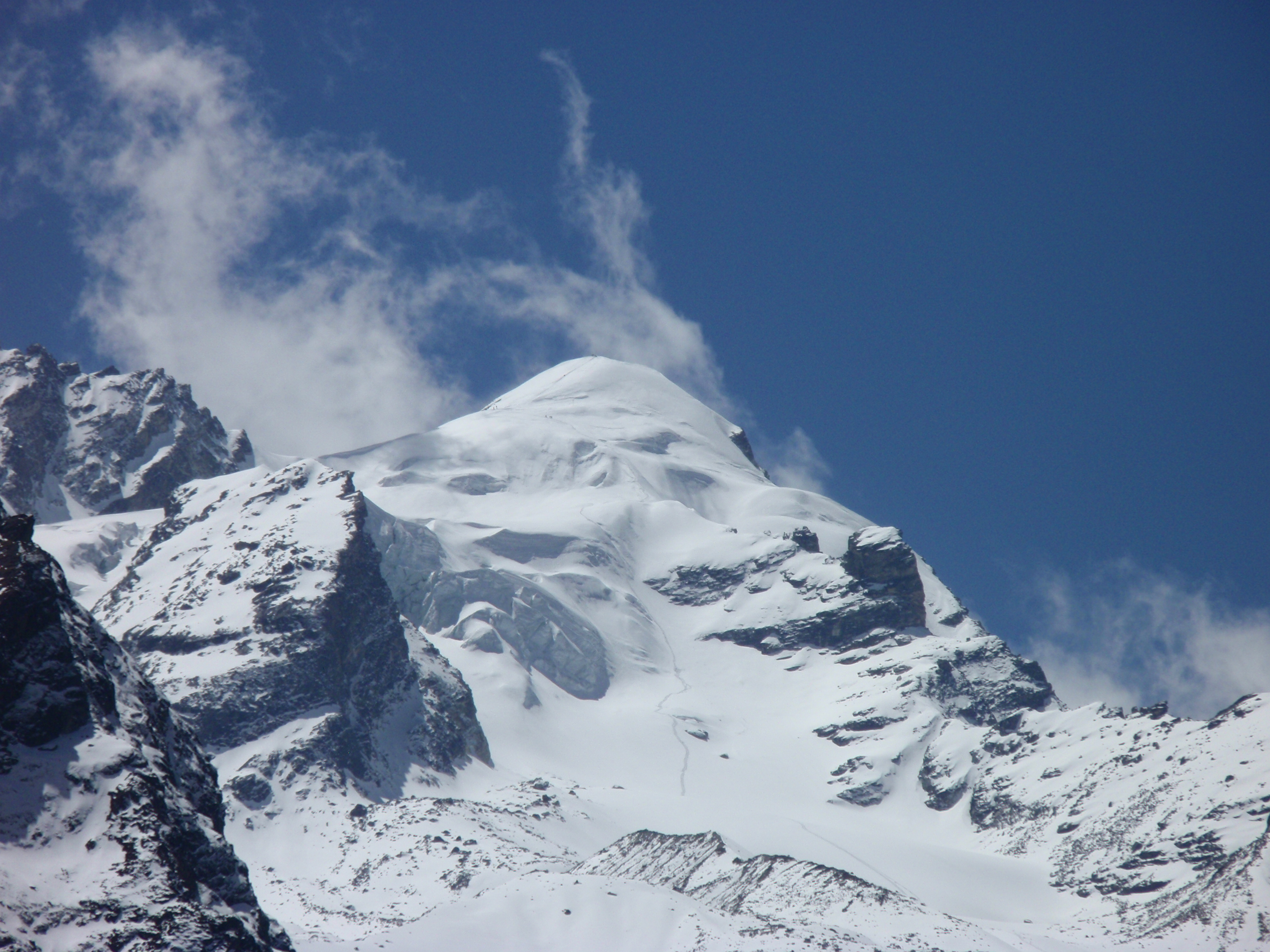
Баден-Пауэлл пик
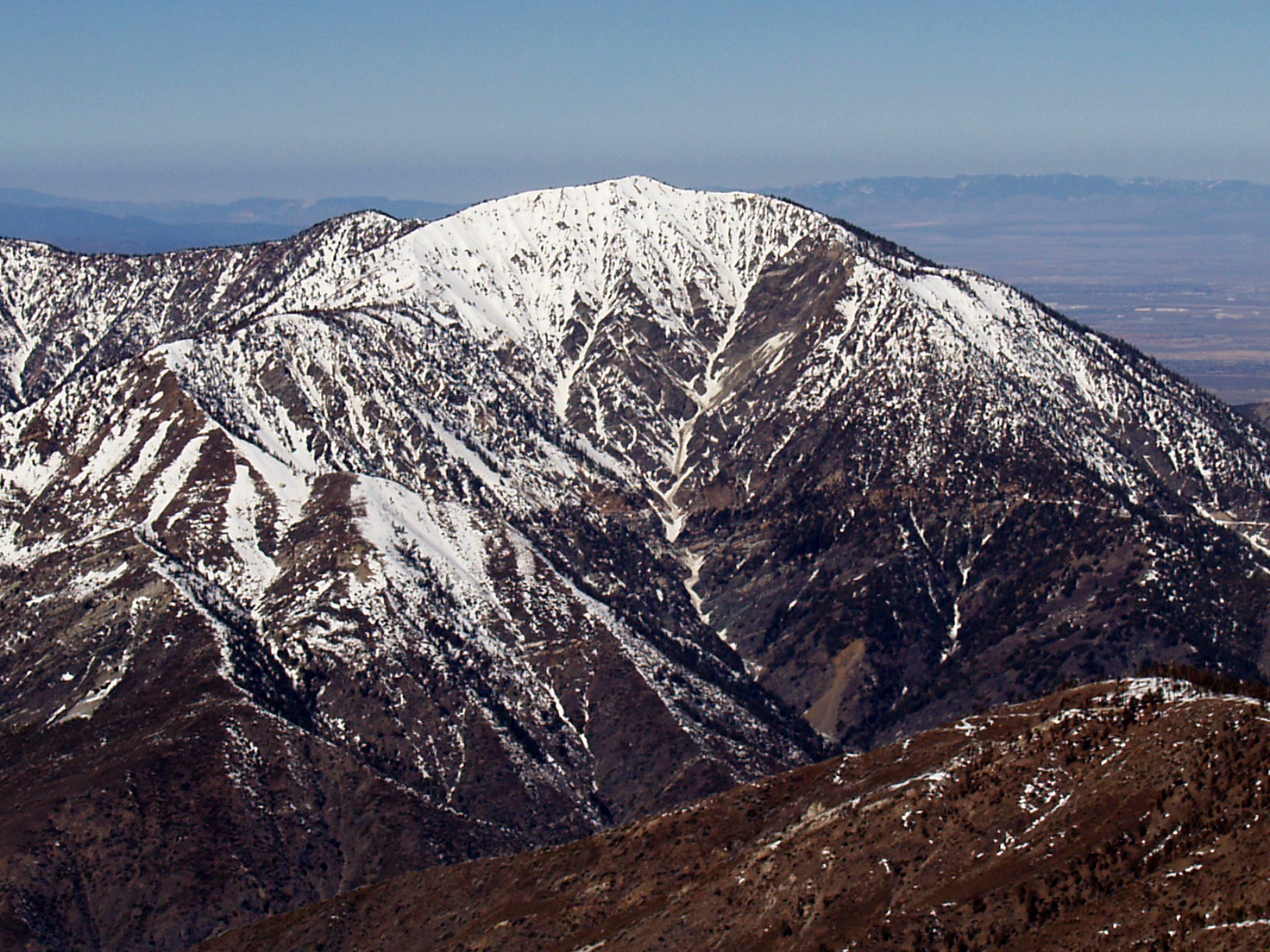
Гора Баден-Пауэлл